# Josep Ponç i Maçana
Josep Ponç i Maçana (Barcelona, 1739 - Spoleto, Úmbria, 1816) va ser un filòsof, teòleg i canonista català. Des de 1746 forma part de la Companyia de Jesús. Va ser professor del Seminari de Nobles de Cordelles a Barcelona l'any 1760 i el 1765, impartia filosofia al Col·legi de Sant Bernat de Cervera i el 1766 catedràtic de la Universitat. Després d'exiliar a Borgonya, l'any 1774, va publicar un poema en dos llibres, Philocentria, sobre l'atracció newtoniana. Allà va seguir com a professor de filosofia, història, dret i teologia. També va escriure obres de temàtica política i ètica.

## Obres
- Philocentria (1774)
- Ignis (poema, 1760)
- Dissertatio historico-dogmatica de materia et forma sacrae Ordinationis et singillatim Presbyteratus (1775)
- Ius Canonicum iuxta nativam eius faciem (2 volums, 1794)
- De antiquitatibus Iuris Canonici secundum titulos Decretalium (1807)